# San Andrés Nuxiño
San Andrés Nuxiño è un comune del Messico, situato nello stato di Oaxaca.